# قسم سيجار الريفي
قسم سيجار الريفي (بالفارسية: دهستان سیگار) هي قسم إيرانیة في القسم المركزي لمقاطعة لامرد في محافظة فارس في إيران. وحسب إحصاء سنة 2006 كان عدد سكانها 9,934, نسمة.